# Jacinto Jesús
Jacinto Jesús est un footballeur international santoméen. Il évolue au poste d'attaquant.

## Biographie

### En équipe nationale
Jacinto Jesús reçoit une sélection avec l'équipe de Sao Tomé-et-Principe lors de l'année 2000.